# Klaus Kindler
Klaus Kindler (* 1. Januar 1930 in Heidelberg; † 16. April 2001 in Pfaffenhofen an der Ilm) war ein deutscher Schauspieler und Synchronsprecher. Kindler war unter anderem jahrzehntelang der Standardsynchronsprecher von Clint Eastwood.

## Leben und Karriere
Nach dem Besuch einer Schauspielschule in seiner Heimatstadt Heidelberg debütierte Kindler 1950 als Georg in Götz von Berlichingen am Staatstheater Wiesbaden. Darauf folgten Auftritte auf den Bühnen von Hamburg, Dortmund und ab 1954 am Deutschen Theater Göttingen unter Heinz Hilpert. Anfangs auf den jugendlichen Liebhaber (Romeo, Leonce, Mortimer) abonniert, gehörten später auch Rollen wie Andres in Woyzeck zu seinem Repertoire.
Von 1960 an zog sich Klaus Kindler immer mehr von der Bühne zurück. Das moderne Theater entsprach nicht seinen Vorstellungen, ebenso wenig der deutsche Film zu dieser Zeit. Er konzentrierte sich nun fast ausschließlich auf die Synchronisation ausländischer Filme. Zu den Schauspielern, die er häufig synchronisierte, gehören Clint Eastwood (in Für eine Handvoll Dollar, Für ein paar Dollar mehr und allen Filmen von 1976 bis zu Kindlers Tod), Al Pacino (z. B. in Carlito’s Way und Der Duft der Frauen), Steve McQueen (z. B. in Gesprengte Ketten und Papillon), George Segal (z. B. in Wer hat Angst vor Virginia Woolf?), Jean-Paul Belmondo (z. B. in Abenteuer in Rio) und Alain Delon (z. B. in Der eiskalte Engel). Im ersten Bond-Film James Bond jagt Dr. No sprach er Sean Connery, in der Westernserie Big Valley lieh er sowohl Lee Majors als auch – 25 Jahre später – Richard Long seine Stimme, in der Westernserie Die Leute von der Shiloh Ranch war er vor allem als Trampas (Doug McClure) zu hören.
In der Fernsehserie Nikita war Kindler in den ersten drei Staffeln der Synchronsprecher von Don Francks. Noch bis 2005 konnte man ihn in einem Radiowerbespot für Liebherr-Kühlschränke hören. Zudem verlieh er von 1988 bis 1991 in der Kinderserie Disneys Gummibärenbande dem Charakter Gruffi seine Stimme.
Zwischendurch nahm Kindler aber auch gelegentlich Rollen im Fernsehen an. In der neunteiligen Serie Die fünfte Jahreszeit von 1982 wurde er dabei selbst von seinem Kollegen Siegfried Rauch synchronisiert, da dieser den erforderlichen Tiroler Dialekt besser beherrschte.

## Privates
Klaus Kindler war mit der Schauspielerin Monika Dahlberg verheiratet. Am 16. April 2001 verstarb Klaus Kindler im Alter von 71 Jahren in Pfaffenhofen an der Ilm.

## Filmographie

### Synchronsprecher
Steve McQueen
- 1963: Gesprengte Ketten, als Captain Hilts "The Cooler King"
- 1968: Bullitt, als Lt. Frank Bullit
- 1973: Papillon, als Henri Papillon
- 1980: Ich, Tom Horn, als Tom Horn

Clint Eastwood
- 1965: Für eine Handvoll Dollar, als Joe
- 1966: Für ein paar Dollar mehr, als Monco
- 1980: Der Mann aus San Fernando, als Philo Beddoe
- 2000: Space Cowboys, als Frank Corvin

Al Pacino
- 1993: Carlito’s Way, als Carlito Brigante "Charlie"
- 1992: Der Duft der Frauen, als Lt. Col. Frank Slade

#### Filme
- 1962: James Bond jagt Dr. No: Sean Connery als James Bond
- 1964: Abenteuer in Rio: Jean-Paul Belmondo als Pvt. Adien Dufourquet
- 1966: Wer hat Angst vor Virginia Woolf?: George Segal als Nick
- 1967: Der eiskalte Engel: Alain Delon als Jef Costello
- 1971: Dudu (Filmreihe): Rudolf Zehetgruber, Rolle unbekannt
- 1972: Die Sünde: Adriano Celentano als Annibale Pezzi
- 1972: Blutiger Freitag: Raimund Harmstorf als Heinz Klett
- 1973: Sindbads gefährliche Abenteuer: John Phillip Law als Sindbad
- 1975: Frankensteins Todesrennen: David Carradine als Frankenstein
- 1981: Der Einzelgänger: James Caan als Frank
- 1982: Die drei goldenen Haare des Sonnenkönigs: Michal Dočolomanský als König Svetoslav
- 1986: Blinde Wut: Edward Ellis als Sherrif, 2. Synchronfassung
- 1993: Bound – Gefesselt: Richard C. Sarafian als Gino Marzzone

#### Serien
- 1962–1971: Die Leute von der Shiloh Ranch: Doug McClure als Trampas
- 1964–1967 Flipper: Brian Kelly als Porter, 1 Stimme
- 1965–1969: Big Valley: Lee Majors und Richard Long als Heath Barkley 1. Stimme und Jarrod Barkley 2.
- 1966: Die Schatzinsel: Sylvain Lévignac als "der Schwarze Hund"
- 1974: Heidi: Taimei Suzuki als "Herr Sesemann"
- 1979: Anne mit den roten Haaren: Michio Hazama als "Erzähler"
- 1980: Die Märchenbraut: František Peterka als Fantômas
- 1985–1991: Disneys Gummibärenbande: Bill Scott und Corey Burton als Gruffi
- 1990: Nikita: Don Francks als "Walter, 1. Stimme"

### Schauspieler
- 1959: 2 x Adam, 1 x Eva
- 1960: Strafbataillon 999
- 1960: Division Brandenburg
- 1960: Stahlnetz: Verbrannte Spuren
- 1961: Bis zum Ende aller Tage
- 1961: Stahlnetz: Saison
- 1961: 100000 Dollar Belohnung
- 1963: Tim Frazer
- 1963: Vorsätzlich
- 1964: Hafenpolizei: Krumme Touren
- 1965: Die fünfte Kolonne: Blumen für Zimmer 19
- 1982: Die fünfte Jahreszeit (Fernsehserie)
- 1982: Manni, der Libero (Fernsehserie; 13 Folgen)